# Ectocyclops rubescens
Ectocyclops rubescens – gatunek widłonoga z rodziny Cyclopidae. Nazwa naukowa gatunku została po raz pierwszy opublikowana w 1904 roku przez brytyjskiego zoologa George’a Stewardsona Brady’ego.